# Systur
Systur, også kendt som Sigga, Beta & Elín og Tripolia, er et islandsk band bestående af søstrene Sigríður, Elísabet og Elín Eyþórsdóttir. De repræsenterede Island i Eurovision Song Contest 2022 i Torino med sangen "Með hækkandi sól" og kom på 23. plads i finalen.